# Duarte Lopez

Page de titre du témoignage de Duarte Lopez

Duarte Lopez est un marchand et explorateur portugais du XVIe siècle. Il est le premier occidental à remonter le fleuve Congo

## Biographie
Arrivé au Congo sur un navire appartenant à son oncle (1578), il est chargé par le roi du Congo Alvare II de porter une lettre sur l'exploitation des mines d'argent à Philippe II d'Espagne et au Pape.
Regagnant l'Afrique après sa mission, son navire est déporté jusqu'au Venezuela. En 1589, il revient au Congo. Il remet à Filippo Pigafetta un important témoignage sur son expérience africaine.

## Œuvre
- Duarte Lopez, Filippo Pigafetta (présentation et notes: Willy Bal) (trad. Willy Bal), Le royaume de Congo [Kongo] et les contrées environnantes (1591), Paris, Chandeigne / UNESCO, coll. « Magellane », 2002 (ISBN 978-2-906462-82-3).